# BWF Super Series 2012
Die BWF Super Series 2012 waren die sechste Saison der BWF Super Series im Badminton. Die Serie begann mit der Korea Open Super Series Premier am 3. Januar 2012 und endete mit der Hong Kong Super Series am 25. November. Zum Abschluss wurde das BWF Super Series Finale 2012 ausgetragen.

## Turnierplan
| Nr. | Offizieller Titel                | Austragungsort                      | Stadt        | Datum         | Datum         | Preisgeld US-Dollar | Bericht |
| Nr. | Offizieller Titel                | Austragungsort                      | Stadt        | Start         | Ende          | Preisgeld US-Dollar | Bericht |
| --- | -------------------------------- | ----------------------------------- | ------------ | ------------- | ------------- | ------------------- | ------- |
| 1   | Korea Open Super Series Premier  | Seoul National University Gymnasium | Seoul        | 3. Januar     | 8. Januar     | 1.000.000           | Report  |
| 2   | Malaysia Open Super Series       | Stadium Putra                       | Kuala Lumpur | 10. Januar    | 15. Januar    | 400.000             | Report  |
| 3   | All England Super Series Premier | National Indoor Arena               | Birmingham   | 6. März       | 11. März      | 350.000             | Report  |
| 4   | India Super Series               | Siri Fort Sports Complex            | Neu-Delhi    | 24. April     | 29. April     | 200.000             | Report  |
| 5   | Indonesia Super Series Premier   | Gelora-Bung-Karno-Stadion           | Jakarta      | 12. Juni      | 17. Juni      | 650.000             | Report  |
| 6   | Singapore Super Series           | Singapore Indoor Stadium            | Singapur     | 19. Juni      | 24. Juni      | 200.000             | Report  |
| 7   | China Masters Super Series       | Changzhou Olympic Sports Center     | Changzhou    | 11. September | 16. September | 400.000             | Report  |
| 8   | Japan Super Series               | Yoyogi National Gymnasium           | Tokio        | 18. September | 23. September | 200.000             | Report  |
| 9   | Denmark Super Series Premier     | Odense Idrætshal                    | Odense       | 16. Oktober   | 21. Oktober   | 400.000             | Report  |
| 10  | French Super Series              | Stade Pierre de Coubertin           | Paris        | 23. Oktober   | 28. Oktober   | 200.000             | Report  |
| 11  | China Open Super Series Premier  | Yuan Shen Gymnasium                 | Shanghai     | 13. November  | 18. November  | 400.000             | Report  |
| 12  | Hong Kong Super Series           | Hong Kong Coliseum                  | Kowloon      | 20. November  | 25. November  | 350.000             | Report  |
| 13  | BWF Super Series Finals          | Shenzhen Bay Sports Center          | Shenzhen     | 12. Dezember  | 16. Dezember  | 500.000             | Report  |

## Sieger
| Veranstaltung       | Herreneinzel    | Dameneinzel    | Herrendoppel                   | Damendoppel                             | Mixed                                       |
| ------------------- | --------------- | -------------- | ------------------------------ | --------------------------------------- | ------------------------------------------- |
| Korea               | Lee Chong Wei   | Wang Shixian   | Cai Yun Fu Haifeng             | Tian Qing Zhao Yunlei                   | Xu Chen Ma Jin                              |
| Malaysia            | Lee Chong Wei   | Wang Yihan     | Fang Chieh-min Lee Sheng-mu    | Christinna Pedersen Kamilla Rytter Juhl | Zhang Nan Zhao Yunlei                       |
| England             | Lin Dan         | Li Xuerui      | Jung Jae-sung Lee Yong-dae     | Zhao Yunlei Tian Qing                   | Tontowi Ahmad Liliyana Natsir               |
| Indien              | Son Wan-ho      | Li Xuerui      | Bodin Isara Maneepong Jongjit  | Jung Kyung-eun Kim Ha-na                | Tontowi Ahmad Liliyana Natsir               |
| Indonesien          | Simon Santoso   | Saina Nehwal   | Lee Yong-dae Jung Jae-sung     | Wang Xiaoli Yu Yang                     | Sudket Prapakamol Saralee Thungthongkam     |
| Singapur            | Boonsak Ponsana | Juliane Schenk | Markis Kido Hendra Setiawan    | Bao Yixin Zhong Qianxin                 | Chen Hung-ling Cheng Wen-hsing              |
| China Masters       | Chen Long       | Wang Yihan     | Chai Biao Zhang Nan            | Bao Yixin Zhong Qianxin                 | Xu Chen Ma Jin                              |
| Japan               | Lee Chong Wei   | Tai Tzu-ying   | Kim Gi-jung Kim Sa-rang        | Poon Lok Yan Tse Ying Suet              | Chan Peng Soon Goh Liu Ying                 |
| Dänemark            | Lee Chong Wei   | Saina Nehwal   | Shin Baek-cheol Yoo Yeon-seong | Ma Jin Tang Jinhua                      | Xu Chen Ma Jin                              |
| Frankreich          | Daren Liew      | Minatsu Mitani | Ko Sung-hyun Lee Yong-dae      | Ma Jin Tang Jinhua                      | Xu Chen Ma Jin                              |
| China               | Chen Long       | Li Xuerui      | Mathias Boe Carsten Mogensen   | Wang Xiaoli Yu Yang                     | Xu Chen Ma Jin                              |
| Hongkong            | Chen Long       | Li Xuerui      | Cai Yun Fu Haifeng             | Tian Qing Zhao Yunlei                   | Zhang Nan Zhao Yunlei                       |
| Super Series Finale | Chen Long       | Li Xuerui      | Mathias Boe Carsten Mogensen   | Wang Xiaoli Yu Yang                     | Christinna Pedersen Joachim Fischer Nielsen |